# Mission Corymbe
La Mission Corymbe est un dispositif naval mis en place en 1990 par la Marine nationale française, visant à assurer la présence permanente d'un  bâtiment, au moins, dans le Golfe de Guinée et au large des côtes d'Afrique de l'Ouest.

## Missions
À l’origine, ce dispositif a été conçu pour préserver les intérêts économiques français dans cette zone, notamment ceux liés à l’exploitation pétrolière. Corymbe relève ainsi d'une logique de puissance militaire, en complément du dispositif militaire français déployé en Afrique occidentale, constitué par les Éléments français au Gabon (EFG) et les Éléments français au Sénégal (EFS).
Dans ce cadre, on peut distinguer trois missions principales :
- Pré-positionnement « RESEVAC » (Opération d'évacuation de ressortissants). La Marine nationale se tient prête à évacuer les ressortissants français et européens résidant en Afrique de l'Ouest.
- Soutien des forces françaises prépositionnées avec par exemple des entraînements communs avec l'armée de terre et l'armée de l'air à Dakar[3]
- Lutte contre la piraterie et le brigandage

Le dispositif relève en outre de la diplomatie navale française et souligne l'intérêt que porte la France pour la situation des pays bordant le golfe de Guinée. Le renforcement des liens avec ces nations s'exprime par l'organisation de rencontres officielles à bord des bâtiments, par des manœuvres conjointes avec les marines des pays limitrophes, par des actions de formation de leurs marins, d'aide à la population.
À de multiples reprises, le dispositif a connu une montée en puissance lié à la déstabilisation de pays d'Afrique de l'Ouest. À partir de 2004 et la guerre civile en Côte d'Ivoire, les bâtiments ont plus particulièrement soutenu les militaires français dans le cadre de l’opération Licorne en Côte d’Ivoire.

## Zone de déploiement
Les bâtiments en mission dans cette zone se déploient de la frontière nord du Sénégal à la frontière sud de l'Angola en passant notamment par les eaux de la Côte d'Ivoire, du Bénin, du Ghana, du Togo, du Nigeria, du Cameroun, du Gabon ou encore des îles de Sao Tomé-et-Principe.

## Tradition
Cette mission est souvent sujette au rituel du passage de la ligne, festivité organisée lorsqu'un bâtiment de guerre français franchit l'Équateur et rentre dans les eaux Neptuniennes[pas clair]. Selon l'activité du bâtiment, ces festivités peuvent durer quelques jours voire semaines, sans pour autant porter préjudice à la mission en cours.

## Bâtiments déployés sur zone

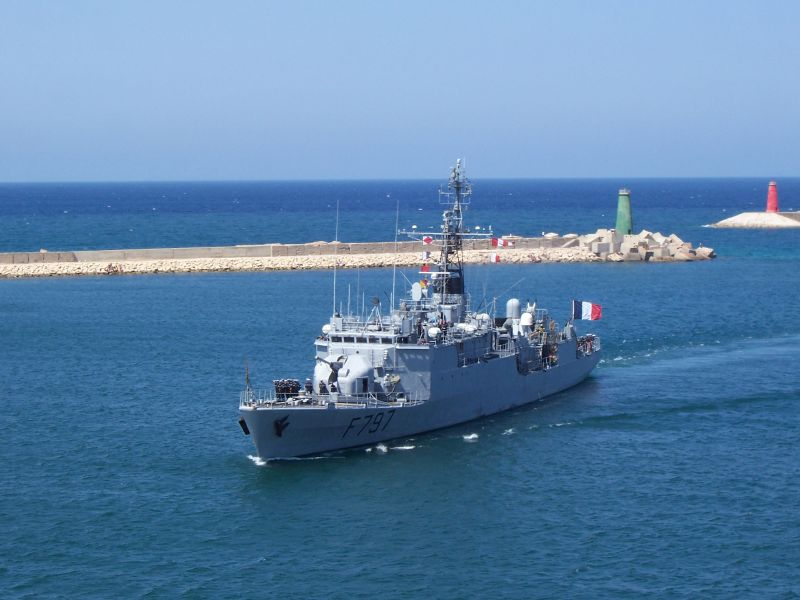
Aviso Commandant Bouan
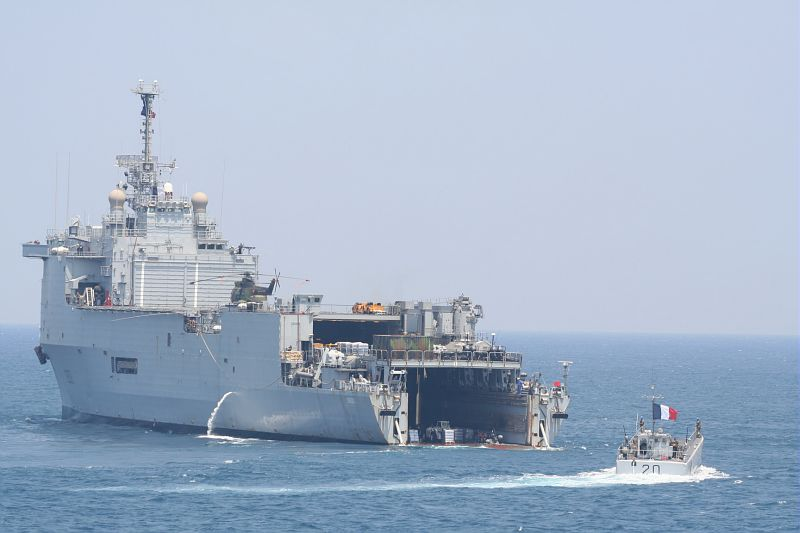
Transport de chalands de débarquement Siroco
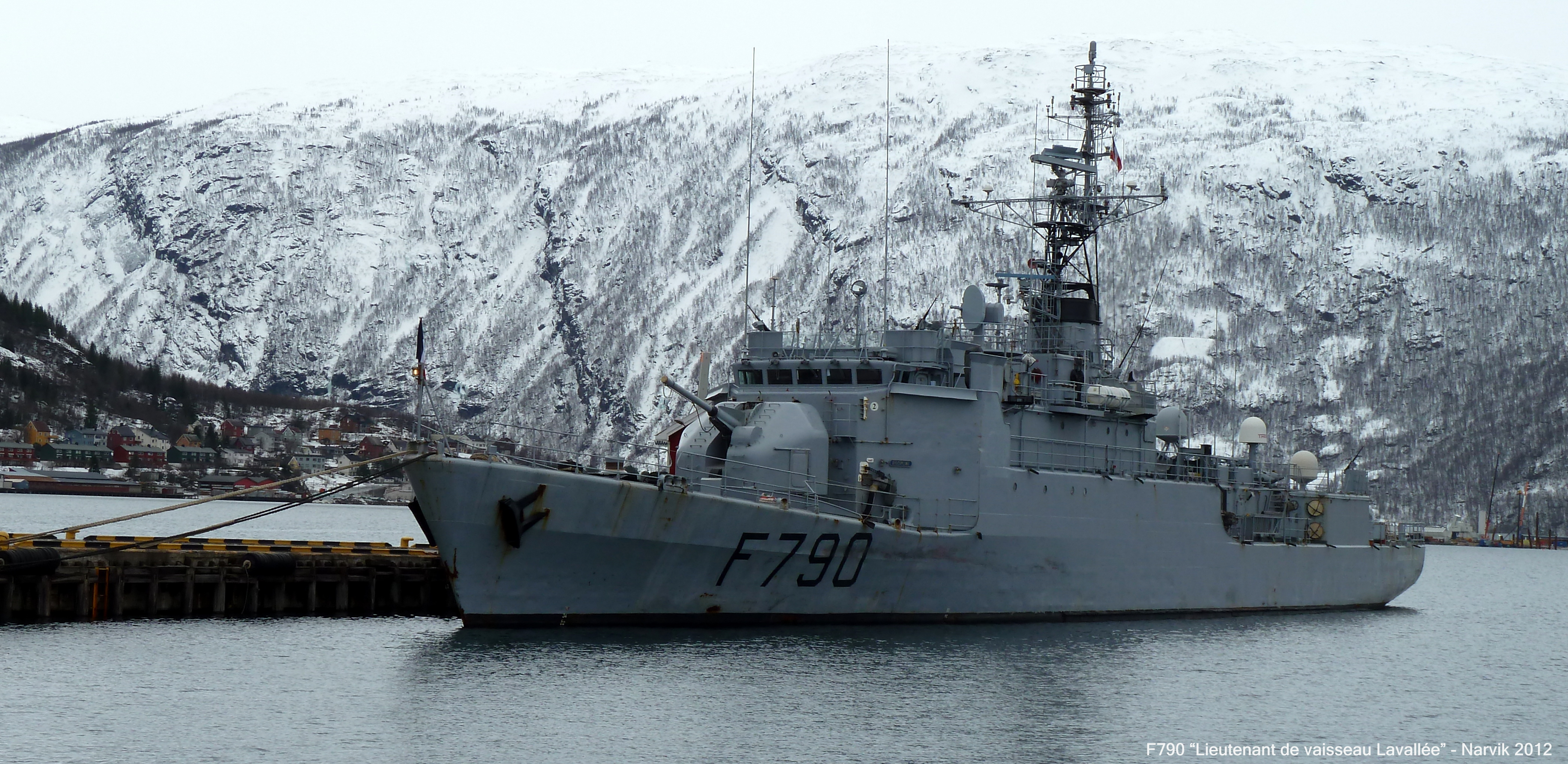
Aviso Lieutenant de vaisseau Lavallée
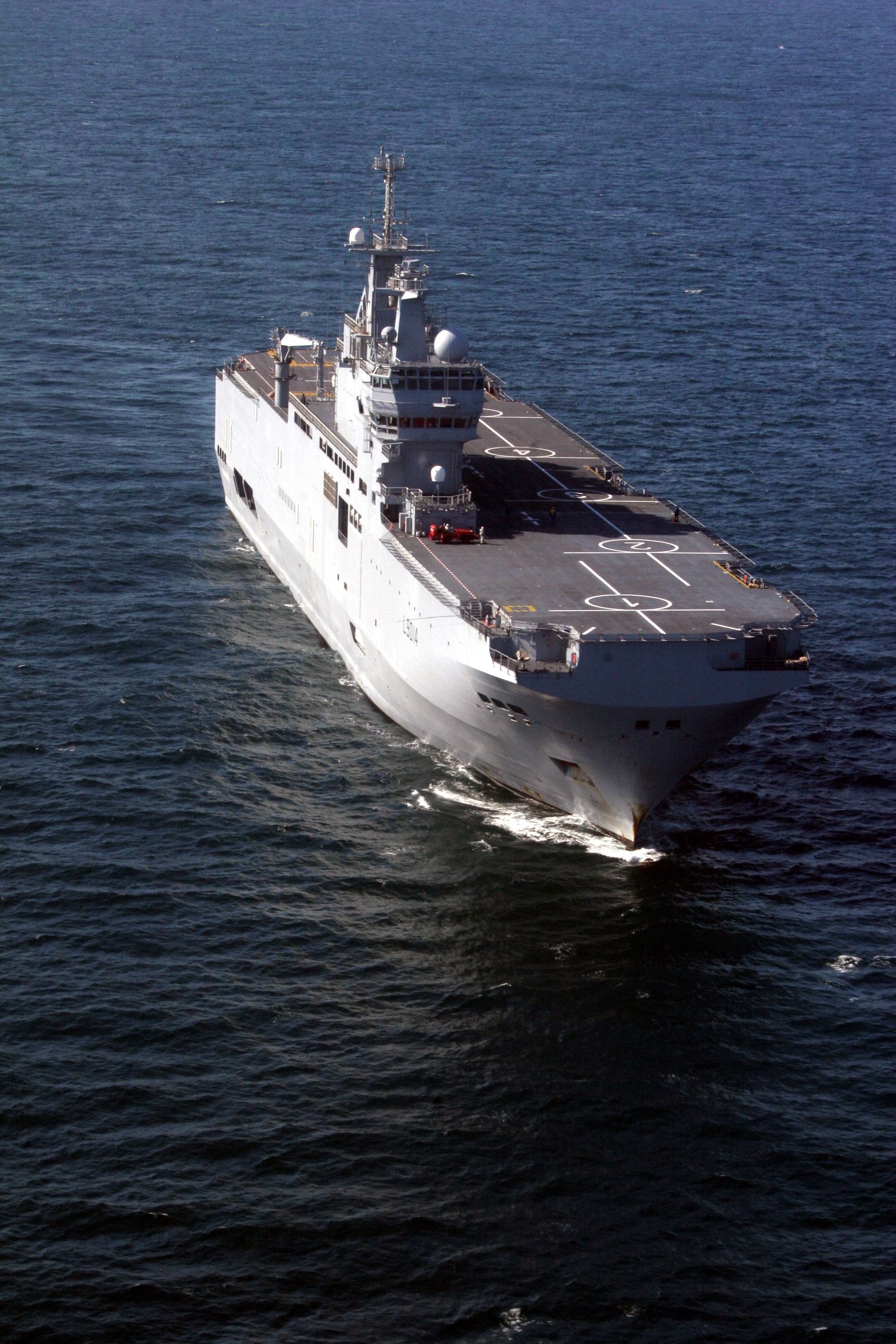
Bâtiment de projection et de commandement Tonnerre
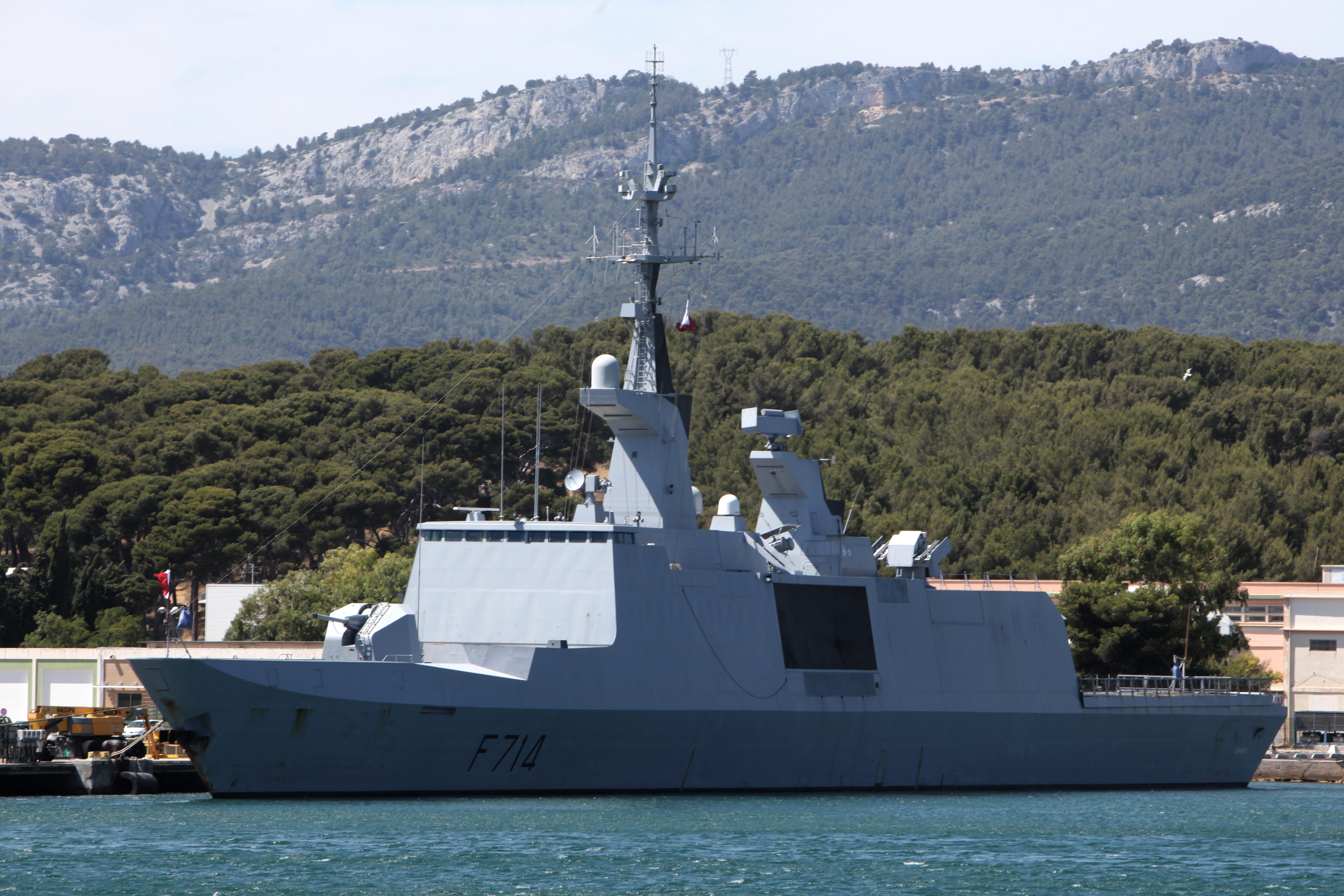
Frégate Guépratte (frégate)
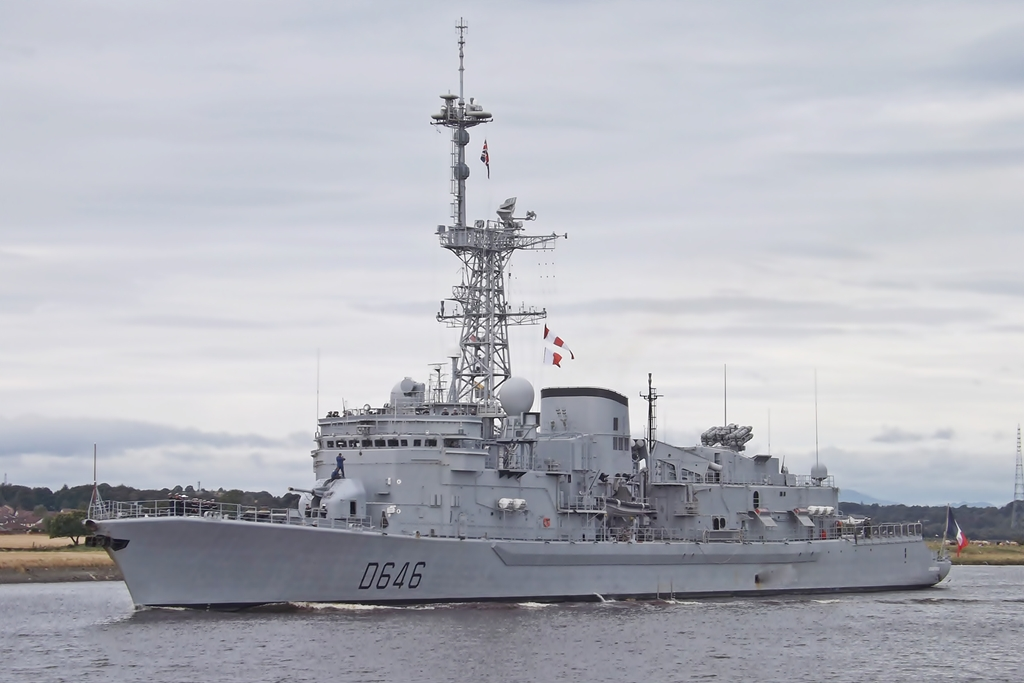
Frégate de lutte anti-sous-marine Latouche-Tréville
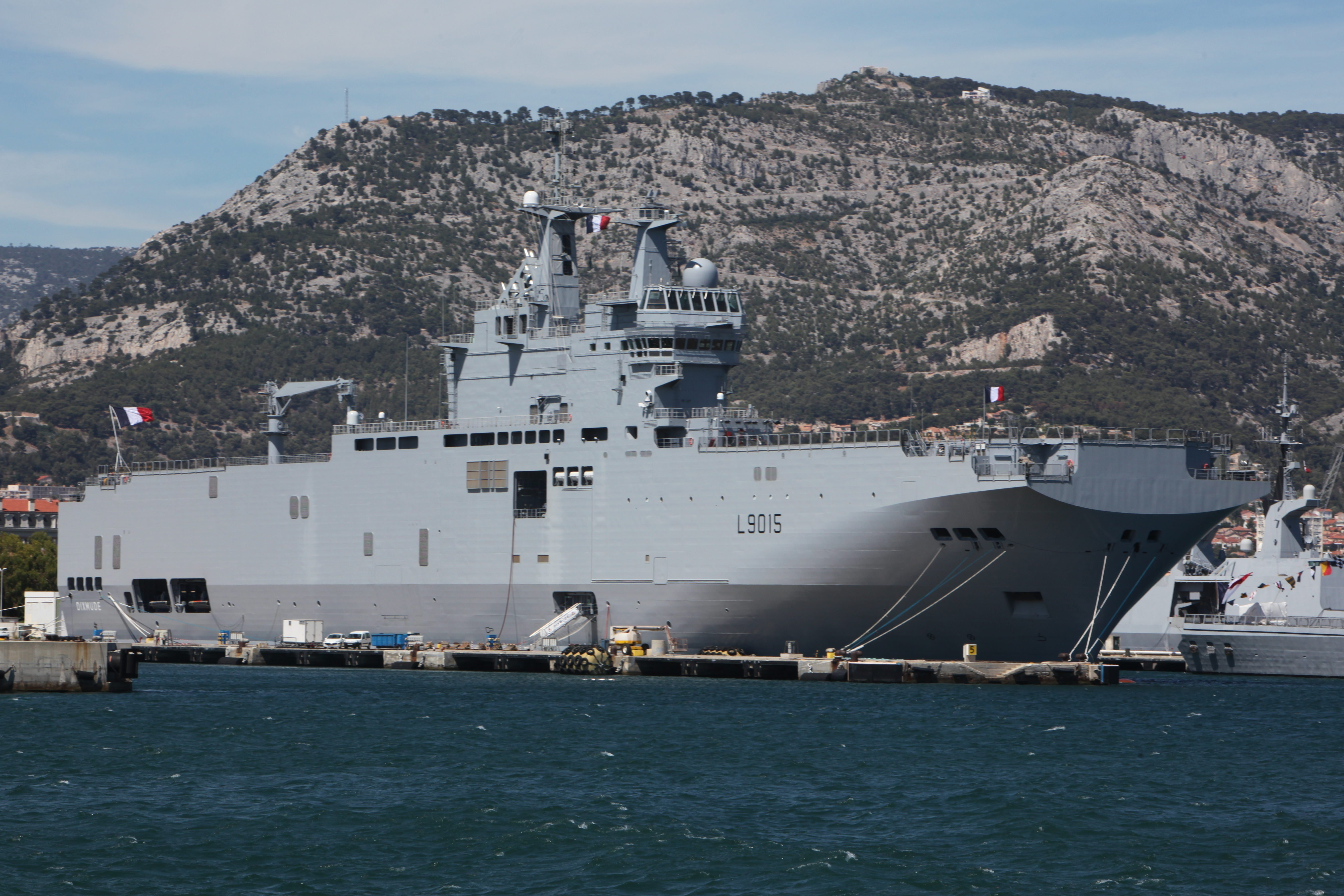
PHA(Porte Hélicoptère Amphibie)  Dixmude

- Corymbe 01 : Aviso Cdt Blaison (21/05/90 au 14/12/90), TCD Ouragan (29/05/90 au 09/08/90)
- Corymbe 02 : TCD Orage (23/07/90 au 20/12/90)
- Corymbe 03 : Aviso SM Le Bihan (22/10/91 au 05/12/91), TCD Ouragan (14/10/91 au 27/12/91)
- Corymbe 04 : Aviso Cdt Bouan (06/01/92 au 02/07/92), TCD Ouragan (30/01/92 au 27/02/92)
- Corymbe 05 : TCD Ouragan (09/06/92 au 23/07/92)
- Corymbe 06 : Aviso Cdt L'Herminier (10/08/14 au 30/10/92)
- Corymbe 07 : TCD Ouragan (16/09/14 au 30/10/92)
- Corymbe 08 : TCD Ouragan (12/11/92 au 30/01/93)
- Corymbe 09 : Aviso Amyot d'Inville (25/01/93 au 11/05/93)
- Corymbe 10 : FS Ventôse (01/06/93 au 18/02/93)
- Corymbe 11 : Aviso Cdt Bouan (21/06/93 au 16/10/93), BSS Rance (30/07/93 au 23/10/93)
- Corymbe 12 : Aviso Cdt Blaison (01/10/93 au 09/12/93), BSL Rhin (07/10/93 au 07/12/93)
- Corymbe 13 : FS Vendémiaire (22/11/93 au 06/03/94)
- Corymbe 14 : Aviso EV Jacoubet (21/02/94 au 30/05/94) BSL Rhin (14/02/94 au 13/04/94), BSS Rance (28/03/94 au 17/05/94)
- Corymbe 15 : FS Floréal (10/05/94 au 10/08/94)
- Corymbe 16 : Aviso LV Le Hénaff (02/08/94 au 11/10/94), BSS Rance (01/08/94 au 11/10/94)
- Corymbe 17 : Aviso LV Lavallée (16/09/94 au 21/12/94)
- Corymbe 18 : Aviso SM Le Bihan (05/12/94 au18/02/95), BSS Rance (12/12/95 au 04/03/95)
- Corymbe 19 : FS Floréal (13/02/95 au 15/05/95)
- Corymbe 20 : FS Germinal (22/05/95 au 28/07/95)
- Corymbe 21 : Aviso Détroyat (10/07/95 au 30/08/95), BSS Loire (10/07/95 au 29/08/95)
- Corymbe 22 : Aviso Cdt L'Herminier (06/09/95 au 12/11/95)
- Corymbe 23 : Aviso Jean Moulin (06/11/95 au 21/12/95), BSS Rance (08/11/95 au 22/12/95)
- Corymbe 24 : FS Ventôse (09/01/96 au 23/03/96)
- Corymbe 25 : Aviso Amyot d'Inville (27/02/96 au 15/06/96)
- Corymbe 26 : FS Germinal (??/05/96 au ??/08/96)
- Corymbe 27 : Aviso D'Estienne d'Orves (21/07/96 au 17/10/96)
- Corymbe 28 : Aviso Cdt de Pimodan (13/09/96 au 03/10/96), Aviso Détroyat (??/10/96 au 15/12/96), BSS Rance (25/09/96 au  25/11/96)
- Corymbe 29 : Aviso Cdt de Pimodan (02/12/96 au 11/02/97)
- Corymbe 30 : Aviso LV Le Hénaff (23/01/97 au 02/04/97), TCD Ouragan (01/03/97 au 02/04/97)
- Corymbe 31 : Aviso Jean Moulin (21/03/97 au 13/06/97)
- Corymbe 32 : FS Germinal (26/05/97 au 19/07/97)
- Corymbe 33 : FLF Courbet (19/07/97 au 21/08/97)
- Corymbe 34 : FS Floréal (15/08/97 au 18/10/97)
- Corymbe 35 : FLF Surcouf (19/09/97 au ??/11/97)
- Corymbe 36 : FLF Courbet (13/11/97 au  18/01/98)
- Corymbe 37 : TCD Orage (08/01/98 au 17/04/98)
- Corymbe 38 : Aviso LV Lavallée (25/03/98 au 31/05/98)
- Corymbe 39 : Aviso Drogou (25/07/98 au 07/10/98)
- Corymbe 40 : Aviso Cdt L'Herminier  (25/07/98 au 07/10/98)
- Corymbe 41 : FS Germinal (23/09/98 au19/10/98)
- Corymbe 42 : Aviso D'Estienne d'Orves (05/1098 au 21/12/98)
- Corymbe 43 : Aviso Cdt de Pimodan (07/12/98 au 13/02/99)
- Corymbe 44 : TCD Siroco (20/01/99 au ??/04/99)
- Corymbe 45 : Aviso SM Le Bihan (13/03/99 au ??/05/99)
- Corymbe 46 : FS Ventôse (26/04/99 au 24/07/99)
- Corymbe 47 : Aviso LV Lavallée (12/07/99 au 01/10/99)
- Corymbe 48 : TCD Ouragan (??/09/99 au ??/12/99), Aviso LV Le Hénaff (24/09/99 au ??/12/99)
- Corymbe 49 : Aviso Drogou (??/11/99 au ??/02/00)
- Corymbe 50 : FS Germinal (14/01/00 au 18/03/00)
- Corymbe 51 : TCD Orage (07/02/00 au 31/03/00)
- Corymbe 52 : Aviso Cdt de Pimodan (31/03/00 au ??/06/00)
- Corymbe 53 : Aviso Cdt L'Herminier (22/05/00 au ??/08/00)
- Corymbe 54 : TCD Orage (10/08/00 au 24/11/00)
- Corymbe 55 : TCD Foudre (22/11/00 au ??/12/00)
- Corymbe 56 : Frégate La Motte-Picquet (27/12/00 au 22/02/01)
- Corymbe 57 : FS Ventôse (08/02/01 au ??/04/01)
- Corymbe 58 : FS Germinal (??/05/01 au ??/06/01)
- Corymbe 59 : FLF Surcouf (05/06/01 au 10/10/01)
- Corymbe 60 : Aviso Cdt Blaison (24/07/01 au ??/09/01)
- Corymbe 61 : FLF Aconit (08/10/01 au 05/12/01)
- Corymbe 62 : Aviso PM L'Her (28/11/01 au ??/02/02)
- Corymbe 63 : FS Germinal (05/02/02 au 29/04/02)
- Corymbe 64 : Aviso Cdt Bouan (17/04/02 au 01/07/02)
- Corymbe 65 : Aviso LV Le Hénaff (??/06/02 au ??/08/02)
- Corymbe 66 : Aviso Cdt Birot (01/08/02 au 15/11/02)
- Corymbe 67 : TCD Orage (24/10/02 au 20/02/03)
- Corymbe 68 : TCD Ouragan (13/01/03 au 28/05/03)
- Corymbe 69 : TCD Orage (02/05/03 au 03/07/03)
- Corymbe 70 : TCD Foudre (06/06/03 au 03/08/03)
- Corymbe 71 : Aviso LV Lavallée (06/07/03 au 20/10/03)
- Corymbe 72 : TCD Siroco (09/10/03 au 30/11/03)
- Corymbe 73 : TCD Ouragan (13/11/03 au 05/03/04)
- Corymbe 74 : TCD Orage (31/01/04 au 05/03/04)
- Corymbe 75 : Aviso LV Le Hénaff (16/02/04 au 18/05/04)
- Corymbe 76 : BAP Jules Verne (26/05/04 au 08/08/04)
- Corymbe 77 : Aviso Cdt L'Herminier (23/07/04 au 10/11/04)
- Corymbe 78 : Aviso LV Lavallée (22/10/04 au 23/12/04)
- Corymbe 78 bis : FLF Lafayette (10/11/04 au 28/01/05)
- Corymbe 79 : TCD Ouragan (07/12/04 au 30/03/05)
- Corymbe 80 : TCD Orage (11/03/05 au 04/08/05)
- Corymbe 81 : BAP Jules Verne (18/0705 au 25/10/05)
- Corymbe 82 : TCD Ouragan (26/10/05 au 17/12/05)
- Corymbe 83 : TCD Foudre (08/12/05 au 12/04/06)
- Corymbe 84 : TCD Siroco (13/03/06 au 15/06/06)
- Corymbe 85 : BAP Jules Verne (22/05/06 au 09/08/06)
- Corymbe 86 : TCD Orage (24/07/06 au 02/12/06)
- Corymbe 87 : TCD Foudre (05/11/06 au 23/01/07)
- Corymbe 88 : Aviso Cdt L'Herminier (04/01/07 au 29/04/07)
- Corymbe 88 bis : TCD Siroco (14/02/07 au 24/03/07)
- Corymbe 89 : BAP Jules Verne (11/04/07 au 03/08/07)
- Corymbe 90 : Aviso LV Lavallée (19/07/07 au 22/11/07)
- Corymbe 91 : BTS Bougainville (03/11/07 au 07/02/08)
- Corymbe 92 : BPC Tonnerre (09/01/08 au 19/04/08)
- Corymbe 93 : Aviso LV Le Hénaff (01/04/08 au 24/07/08)
- Corymbe 93 bis : SNA Casabianca (29/03/08 au 06/08/08)
- Corymbe 94 : BAP Jules Verne (15/07/08 au 29/11/08)
- Corymbe 95 : TCD Foudre (31/10/08 au 10/03/09)
- Corymbe 96 : BPC Tonnerre (12/01/08 au 29/04/09)
- Corymbe 97 : FLF Guépratte (13/04/09 au 29/05/09)
- Corymbe 98 : BPC Mistral (08/05/08 au 05/08/09)
- Corymbe 99 : Aviso LV Lavallée (24/07/09 au 28/10/09)
- Corymbe 100 : TCD Siroco (13/10/09 au 16/01/10)
- Corymbe 101 : TCD Foudre (08/01/10 au 17/04/10)
- Corymbe 102 : Aviso LV Le Hénaff (30/03/10 au 10/06/10)
- Corymbe 103 : BPC Mistral (21/05/10 au 03/08/10)
- Corymbe 104 : Aviso Cdt Blaison (21/07/10 au 18/10/10)
- Corymbe 105 : TCD Siroco (01/10/10 au 27/12/10)
- Corymbe 106 : BPC Tonnerre (26/10/10 au 24/02/11)
- Corymbe 107 : TCD Foudre (07/02/11 au 23/05/11)
- Corymbe 108 : FLF Lafayette (03/05/11 au 26/06/11)
- Corymbe 109 : BCR Marne (11/06/11 à 15/07/11)
- Corymbe 110 : FS Germinal (26/08/11 au 23/10/11)
- Corymbe 111 : TCD Foudre (03/10/11 au 19/11/11)
- Corymbe 112 : TCD Siroco (07/11/11 au 14/04/12)
- Corymbe 113 : BPC Tonnerre (12/03/12 au 31/05/12)
- Corymbe 114 : Aviso Cdt L'Herminier (11/05/12 à 05/07/12)
- Corymbe 115 : BPC Dixmude et FASM Georges Leygues (23/06/12 au 12/07/12)
- Corymbe 116 : Aviso EV Jacoubet (10/07/12 au 09/08/12)
- Corymbe 117 : FS Ventôse (09/08/12 au 08/10/12)
- Corymbe 118 : TCD Siroco (08/10/12 au 13/12/12)
- Corymbe 119 : BPC Mistral (05/12/12 au 12/04/13)
- Corymbe 120 : FASM Latouche-Tréville (02/04/13 au 09/07/13)
- Corymbe 121 : FS Germinal (31/07/13 au 04/10/13)
- Corymbe 122 : Aviso PM L'Her (04/10/13 au 21/11/13)
- Corymbe 122 bis : BPC Dixmude et Aviso Cdt L'Herminier (21/11/13 au 07/01/14)
- Corymbe 123 : Aviso Commandant Birot (29/01/14 au 24/03/14)
- Corymbe 124 : BPC Mistral, FLF Lafayette (21/03/14 au 14/04/14)
- Corymbe 125 : Aviso Cdt Blaison (05/05/14 au 17/08/14)
- Corymbe 126 : FS Ventôse (18-08-14 au 19/10/14)
- Corymbe 127 : BPC Tonnerre (21/11/14 au 08/02/15), Aviso EV Jacoubet (19/10/14 au 11/12/14), Aviso LV Lavallée (11/12/14 au 08/02/15)
- Corymbe 128 : TCD Siroco (08/02/15 au 21/04/15) puis Aviso Cdt Bouan (08/02/15 au 21/04/15)
- Corymbe 129 : Aviso Cdt L'Herminier (27/04/15 au 29/06/2015) puis Aviso LV Le Hénaff (29/06/15 au 20/08/15)
- Corymbe 130 : FS Germinal (20/08/15 au 15/10/15)
- Corymbe 131 : BPC Mistral (07/10/2015 au 17/01/16), Aviso PM L'Her (07/10/15 au 19/12/15)
- Corymbe 132 : Aviso Cdt Birot (19/12/15 au 08/02/16)
- Corymbe 133 : Aviso Cdt Blaison (08/02/16 au 12/05/16)
- Corymbe 13? : Aviso LV Lavallée (12/05/16 au 13/08/16)
- Corymbe 134 : Aviso Cdt Ducuing, BPC Dixmude (08/08/2016 au 29/10/2016)
- Corymbe 135 : FS Ventôse (29-10-16 au 21-12-16)
- Corymbe 136 : Aviso Cdt L'Herminier (21/12/16 au)
- Corymbe 137 : Aviso EV Jacoubet (21/12/16 au)
- Corymbe 138 : BPC Dixmude, Aviso Cdt Bouan (14/08/17 au 13/10/17)
- Corymbe 139 : FS Germinal (13/10/17 au 06/12/17)
- Corymbe 140 : Aviso LV Lavallée (06/12/17 au 12/03/2018)
- Corymbe 141 : Aviso PM L'Her (12/03/2018 au 15/05/18)
- Corymbe 142 : Aviso Cdt Birot (15/05/18 au 15/08/18)
- Corymbe 143 : BPC Mistral (15/09/2018 au 25/11/18)
- Corymbe 144 : Aviso Cdt Blaison (07/12/18 au 30/01/19)
- Corymbe 145 : BPC Mistral, Patrouilleur de haute mer Cdt Birot (30/01/19 au 05/03/19)
- Corymbe 146 : Patrouilleur de haute mer LV Le Hénaff (05/03/19 au 17/05/19)
- Corymbe 147 : Patrouilleur de haute mer Bouan (17/05/19 au 12/08/19)
- Corymbe 148 : Patrouilleur de haute mer EV Jacoubet (12/08/19 au 08/10/19)
- Corymbe 149 : Bâtiment de commandement et de ravitaillement Somme (08/10/19 au 20/01/20)
- Corymbe 150 : Patrouilleur de haute mer Bouan (20/01/20 au 06/03/20)
- Corymbe 151 : Patrouilleur de haute mer LV Le Hénaff (06/03/20 au 26/03/20)[4]

À la suite des conséquences de l'épidémie de coronavirus de 2020, la mission est suspendu au cours de Corymbe 151.
- Corymbe 152 : Porte-hélicoptères amphibie Tonnerre (08/06/20 au 10/07/20)[6]

- Corymbe 153 : Patrouilleur de haute mer CDT Ducuing (20/08/20 au 20/10/20)[7]
- Corymbe 154 : porte-hélicoptères amphibie Dixmude (07/10/2020 au 15/12/2020)[8]
- Corymbe 155 : Patrouilleur de haute mer Cdt Birot (07/12/2020 au 09/02/2021)
- Corymbe 156 : Porte-hélicoptères amphibie Dixmude (11/02/2021 au 23/04/2021)
- Corymbe 157 : Patrouilleur de haute-mer Cdt Bouan (12/05/2021 au 12/07/2021)
- Corymbe 158 : Patrouilleur de haute-mer Cdt Ducuing (15/08/2021 au 25/10/2021)
- Corymbe 159 : Frégate de surveillance Germinal (25/10/2021 au 09/12/2021)
- Corymbe 160 : Patrouilleur de haute-mer EV Jacoubet (11/12/2021 au 23/02/2022)
- Corymbe 161 : Patrouilleur de haute mer Cdt Birot (23/02/2022 au 08/05/2022)
- Corymbe 162 : Porte-hélicoptères amphibie Mistral et frégate légère furtive Courbet
- Corymbe 163 : Frégate de surveillance Ventôse (08/05/2022 au 17/06/2022)
- Corymbe 164 : Bâtiment de commandement et de ravitaillement Somme (30/05/2022 au 31/07/2022)
- Corymbe 165 : FS Germinal (09/09/2022 au 28/10/2022)
- Corymbe 166 : Porte-hélicoptères amphibie Tonnerre ()
- Corymbe 167 : Aviso Cdt Ducuing(26/11/2022 au 26/02/2023)
- Corymbe 1 : Aviso PM L'Her (26/01/2023 au //2023)